# Sender Dortmund-Dorstfeld
Der Sender Dortmund-Dorstfeld war eine Sendeanlage für Mittelwellenrundfunk auf dem Areal der Zeche Dorstfeld.
Er befand sich in Dortmund-Dorstfeld, ging am 18. September 1925 in Betrieb und besaß eine Sendeleistung von 250 Watt. Die Sendeantenne war eine Doppel-T-Antenne, die an zwei im Abstand von 35 Meter befindlichen, 30 Meter hohen Holzmasten, die mit ihren 3 Meter hohen eisernen Aufsätzen eine Gesamthöhe von 33 Meter erreichten, befestigt war. Der Sender wurde am 15. Dezember 1927 stillgelegt, nachdem der Rundfunksender Langenberg die Versorgung von Dortmund übernommen hatte.